# Стефан Обрейков
Стефан Обрейков е български индустриалец, търговец, учител и дарител. Роден в град Клисура на 9 март 1861 г. Образование завършва в Пловдивската гимназия, след което получава назначение и учителства в гимназията в Прилеп. Завършва висше търговско училище в Киев и Одеската търговска академия. През 1884 г. в Одеса отваря своя фирма и става търговец. След завръщането си в България участва дейно в работата на Пловдивската търговско-индустриална камара първоначално като член на комисии, а по-късно като неин председател е с два мандата от 1909 до 1912 и от 1920 до 1924 г. През 1925 г. е удостоен със званието Почетен председател на камарата. В образуването на професионалната организация на търговците и индустриалците в Пловдив е участник и председател в продължение на дълги години. На общественото поприще е избиран за общински съветник, помощник-кмет на Пловдив, а по-късно и за Пловдивски окръжен съветник и народен представител.
На името на Стефан Обрейков са образувани два дарителски фонда – за дарение на БАН от 9 септември 1940 г. на стойност 500 000 лв. и друг, под председателството на Обрейков към Пловдивската търговска камара е основан фонд „Постройка на гимназия“ за сграда на Търговската гимназия в Пловдив и Практическото училище „Стефан Обрейков“. Като член на Клисурското дружество в Пловдив дарява средства за изграждането на Народно читалище „20 април 1876“ в Клисура. По повод смъртта на съпругата си Елисавета Обрейкова той дава на общината други пари за благотворителни цели. Общината изгражда детски дом в кв. Мараша в Пловдив, който е наречен с нейното име.